# Dieta
|  | Per a altres significats, vegeu «Dieta (desambiguació)». |

La dieta és el conjunt d'hàbits alimentaris i tipus d'aliments que consumeix un organisme o població. La dieta forma part dels estils de vida de les persones. Es pot dir que els termes dieta, ingesta, alimentació, nutrició i gastronomia, són termes semblants, però amb diferents lleugers matisos.

## Condicionants de la dieta
- La conformació de la ingesta o dieta està condicionada per la disponibilitat d'aliments que, evidentment, depén de les condicions climàtiques, d'edafologia i d'ubicació geogràfica de cada regió, però també és conseqüència de raons religioses, culturals i ideològiques o de fenòmens històrics, socials, econòmics i polítics.
- L'alimentació, conseqüència de molts factors, es conforma també tenint en compte aspectes individuals, que en l'escala de preferències són molt variables, condicionats per múltiples agents que actuen en funció de preferències estètiques, gastronòmiques, etc. que, al seu torn, estan influïdes, entre d'altres, per la tradició, la cultura, la publicitat o la disponibilitat de mitjans.

## Globalització de la dieta
Un altre fet important d'homogeneïtzació alimentària és, com en altres àrees, la tendència a la globalització, cada vegada més estesa, que fa que els aliments tinguen menys fronteres i que, en conseqüència, es puguen trobar idèntics aliments, a vegades de les mateixes marques, en tots els països del món, recolzats per una publicitat prou suggestiva com per a tindre més influència en la nostra capacitat de decisió que molts dels factors que tendixen a individualitzar els nostres consums alimentaris.

## Quantitat i qualitat de la dieta
Quan una societat evoluciona positivament té més opcions en l'elecció d'aliments i això comporta que els més apreciats es consumisquen amb més freqüència. Succeïx, a més, que els aliments més desitjats solen ser nutricionalment més rics, per la qual cosa les malalties per falta de nutrients tenen cada vegada menor incidència i per això, en pocs anys, han quedat en el record carències que durant molt de temps van estar esteses. La ingesta d'aliments més rics, més concentrats en nutrients, que ens proporcionen més plaer, no suposa que s'aconseguisquen estats nutricionals perfectes, la qual cosa ocorre és que canvien les patologies nutricionals. Per sort, el millor coneixement de la nutrició, dels nutrients, de la fisiologia i, en general, de la relació aliments-organisme, ens permet prendre les mesures oportunes per a arribar a obtindre els millors resultats. Una alternativa per tal d'augmentar la qualitat de la dieta i que sigui més rica, seria la ingesta de complements dietètics com vitamines, minerals, proteïnes, etc.

Totes les cuines, inclús les més autòctones i tradicionals han evolucionat i en elles s'ha produït un fenomen de desenvolupament i refinament a través de les generacions.

## Relació dieta-salut
En totes les cultures hi ha un principi estés de la relació causa-efecte entre els aliments i els valors de cada societat, des del "som el que mengem", d'Hipòcrates, al "digue'm què menges i et diré qui ets", de Brillat-Savarín, o la teoria més elaborada de Rouffignat "digue'm com t'abasteixes, com cuines, de quina manera i on menges i et diré qui ets". En tots els casos, aquest autor considera que el que realment som és "consumidors socialment i culturalment en mutació, consumidors que reflectixen en els seus comportaments alimentaris, l'expressió dels seus valors".

## Tipus de dieta
- Dieta sana, una dieta pot ser o no ser saludable
- Dieta mediterrània, atlàntica, continental: dietes bàsiques europees

### Dietes basades en creences
Generalment comporten la restricció de certs aliments:
- Vegetarianisme: veganisme, ovolactovegetarianisme, lactovegetarianisme.
- Dieta macrobiòtica basada en l'alimentació macrobiòtica, busca l'equilibri, a més de la pèrdua de pes. El seu objectiu és la recerca d'un estil de vida sa i holístic a llarg termini. Per això abasta tant la perspectiva mental com un pla determinat d'aliments.

### Dietes per a raons mèdiques
- Dietes per a l'obesitat, amb una aportació calòrica disminuïda.
- Dieta per als diabètics, per a la diabetis mellitus.
- Dieta cetogènica, dieta rica en greixos i pobre en carbohidrats; utilitzada per a epilèpsies refractàries al tractament mèdic.
- Dieta de la Gastroenteritis, una dieta tova pensada per combatre diarrea i vòmits.
- Dieta per hipertensos, una dieta baixa en sal pensada per gent amb la tensió alta o símptomes d'hipertensió arterial.
- Dieta per embarassades, una dieta pensada per dones en gestació o embaràs. Ajuda al correcte desenvolupament del fetus

### Dietes per al control del pes
Una dieta concreta pot escollir-se-se per buscar una pèrdua o un augment de pes. Un canvi en la ingesta dietètica d'una persona, o "posar-se a dieta", pot canviar el balanç d'energia i augmentar o disminuir la quantitat de greix emmagatzemat al cos.
Hi ha moltes dietes per tal d'aconseguir una disminució de pes, refusades pels dietistes en la mesura que s'aparten d'una dieta sana (i per tant equilibrada) i quan el que hauria d'importar seria un canvi d'hàbits en la ingesta que pugui mantenir un pes adequat a llarg termini. Entre les dietes que més s'han popularitzat hi han:
- Dieta alcalina, evitant d'aliments relativament àcids.
- Dieta Dukan, se centra en una ingesta alta en greixos, moderada en proteïnes i limitada en carbohidrats.
- Dieta d'Atkins, dieta baixa en carbohidrats.
- Dieta dissociada, de Hay o de combinació d'aliments, basada en la combinació de determinats aliments (per exemple, de carns o d'ous amb verdures) i el refús d'altres combinacions alimentàries.
- Mètode Montignac, amb restricció de carbohidrats d'alt índex glucèmic.
- Dieta de la lluna, segueix les fases lunars.
- Dieta de la poma, basada en la ingesta d'aquesta fruita.

### Dietes per altres criteris de salut
- Dieta depurativa o desintoxicant, basada en aliments i batuts que desintoxiquin el fetge, els ronyons i el sistema intestinal.
- Dieta paleolítica, basada en el que es menjava al Paleolític.
- Dieta DASH, relacionada amb la hipertensió i la forma en què podem minimitzar els riscos de patir-la. Els aliments que formen part d'ella són rics en minerals com el potassi i el magnesi, fibra i greixos saludables
- Dieta FODMAP. Formada per sigles en anglès que fan referència a alguns compostos específics (oligosacàrids, disacàrids, monosacàrids i poliols fermentables, els FODMAP). Aquest tipus de dieta pren aquest mateix nom precisament perquè consisteix a portar una alimentació que tingui un baix contingut d'aquest tipus de substàncies fermentables.
- Dieta Perricone. La dieta de rejoveniment del Dr. Perricone promet una pell neta i saludable i que llueixi més jove també. L'avantatge que té sobre moltes altres dietes és que és barata de fer (els seus aliments els pots trobar fàcilment al mercat) no té costos exorbitants i dura molt poc.

### Dietes per nombre de calories
Hi ha una sèrie de dietes que marquen un consum màxim diari de calories. És el cas d'aquestes cinc:
- Dieta de les 300 calories, una dieta basada en un consum diari de 300 calories. Considerada molt perillosa per a la salut.
- Dieta de les 500 calories, una dieta basada en un consum diari de 500 calories. Considerada molt perillosa.
- Dieta de les 1.000 calories, una dieta basada en un consum diari de 1.000 calories. Considerada perillosa.
- Dieta de les 1.500 calories, una dieta basada en un consum diari de 1.500 calories.
- Dieta de les 2.000 calories, una dieta basada en un consum diari de 2.000 calories.[3]